# Tachycineta albilinea
Tachycineta albilinea là một loài chim trong họ Hirundinidae.
Loài có lông màu xanh xanh lá cây phía trên, lông bay đen, đít trắng, đuôi đen và phần dưới trắng. Nó có thể được xác định bởi vệt trắng trên mắt, dòng trắng gần mắt của nó, chỉ xảy ra ở hai loài khác của Tachycineta: nuốt màu tím xanh và nuốt rơm trắng. Chim trống và chim mái, mặc dù giống nhau ở màu lông, lại khác nhau về kích thước. Chim non chưa trưởng thành có màu xám nâu và phần dưới màu trắng. 
Chúng rất có ý thức chiếm lãnh thổ khi sinh sản, giống như loài nuốt cây có liên quan. Tổ thường được xây trong một cái lỗ hoặc một khe gần nước và cách mặt đất chưa đến 2 mét. Loài này thường ăn một mình khi sinh sản, nhưng sẽ ăn theo nhóm khi không sinh sản. Chúng thường kiếm ăn gần tổ khi săn bắt mồi cho chim con, nhưng sẽ đi xa hơn khi tìm kiếm cho chính nó. Giữa những nỗ lực tìm kiếm thức ăn, nó thường được nhìn thấy đậu ở gần mặt nước. Nó là một loài ăn sâu trên cạn và ăn mồi lớn bất thường với kích thước của nó.
Với dân số ước tính ít nhất 500.000 cá thể, loài này được phân loại là loài ít quan tâm bởi Liên minh Bảo tồn Thiên nhiên Quốc tế (IUCN). Số lượng của loài này đang giảm, mặc dù không đủ nhanh để nó được phân loại là dễ bị tổn thương. Ít được biết về sự loài săn mồi ăn thịt của loài này, mặc dù chúng là loài chủ của Sternostoma hirundinis, một loại ve vôi. Chúng cũng đã được biết đến là loài bị mất tổ cho mối và ruồi đen.

## Phân loại và nguyên mẫu
Vùng ngập mặn ngập mặn chính thức được mô tả trong năm 1863 với danh pháp Petrochelidon albilinea bởi nhà nghiên cứu khoa học gia nghiệp dư người Mỹ George Newbold Lawrence. Chi Tachycineta của nó hiện nay đã được nhà lai học Jean Cabanis mô tả vào năm 1850. Tên chi Tachycineta là từ Takhukinetos của Hy Lạp cổ đại, "di chuyển nhanh", và albilinea cụ thể là từ albus albina, "white", và linea, "dòng".
Các loài Tachycineta là thành viên của họ yến, và được đặt trong phân họ Hirundininae, trong đó bao gồm tất cả các loài chim én và vượn, ngoại trừ những dòng cá sông nước rất đặc biệt. Các nghiên cứu trình tự DNA cho thấy có ba nhóm chính trong Hirundininae, tương quan rộng với kiểu tổ được xây dựng. Các nhóm này là những "các loài én cốt lõi", bao gồm các loài như én cát, "kẻ chọn tổ", những con chim sử dụng các khoang tự nhiên, và "kê xây tổ bùn" như én nhà nhà Delychon. Các loài Tachycineta thuộc nhóm "kẻ chọn tổ".
Tất cả chín loài Tachycineta đều có màu xanh hoặc xanh đậm và phần dưới trắng, nhưng năm loài có vệt trắng, nuốt ngan, nuốt nuốt, nuốt trắng, nuốt nước bọt trắng, và nuốt Chile là đặc biệt liên quan đến nhau, ba loài đầu Và cuối cùng hai hình thành hai superspecies. Sự nuốt của Tumbes của Peru Peru trước đây được coi là một phân loài của nước ngập mặn, nhưng các dữ liệu gọi, hành vi và cytochrome b cho thấy nó nên được coi là một loài riêng biệt. Nó cũng khác biệt với nuốt ngập rừng ngập mặn vì không có đường màu trắng supraloral và bởi sự khác biệt nhỏ về kích cỡ

## Phân bố
Đây là là loài bản địa ở Belize, Costa Rica, El Salvador, Guatemala, Honduras, Mexico, Nicaragua, Panama, và Peru. Loài chim này thường được tìm thấy gần các vùng nước thấp và rừng ngập mặn. Chúng cũng đã được ghi lại ở vùng bãi bồi. Ở Mexico, nó thường không được tìm thấy ở độ cao trên 600 mét (2.000 ft). Tại Costa Rica, Nó đã được tìm thấy xảy ra cao như 1.000 mét (3.300 ft), nhưng nó thường xảy ra giữa 500 mét (1.600 ft) và mực nước biển. Nó hiếm khi được tìm thấy ở vùng cao nguyên. Loài nuốt ngập mặn cũng là [[lang thang (sinh vật học)] lang thang] đến Hoa Kỳ, nơi nó lần đầu tiên được ghi nhận vào năm 2002, trong Florida. Dù nó là loài cư trú toàn thời gian ở phạm vi phân bố, có lẽ đã có một số quần thể di chuyển sau sinh sản.